# Malmö City FC
Malmö City FC var en fotbollförening från Sverige som bildades inför säsongen 2009 genom en sammanslagning av Kirsebergs IF och Rörsjöstaden IF. Klubben spelade på Kirseberg IP på Kirseberg som tidigare var hemmaplan för Kirseberg IF. Klubben gick i konkurs 2024.

## Ungdomslag i pojkallsvenskan
2010 spelade Malmö City FC i Pojkallsvenskan - Södra Götaland.

## Kirsebergs IF:s historia
Fotbollsföreningen Kirseberg IF bildades i Kirseberg i Malmö 1937 under namnet BK Vargo. Klubben skulle först heta BK Vargo men namnet var redan upptaget så valet föll på Kirseberg IF. 
Klubben spelade i slutet av 1980-talet i division 2 (nuvarande division 1) mot storheter som Helsingborgs IF, Kalmar FF, Jönköpings Södra, Halmia och IFK Malmö. 
Kirsebergs ursprungliga spelardräkt var gula tröjor och orangea byxor. 
De har spelat i södra Götalands avdelning i division 2. 